# Bertuğ Yıldırım
Bertuğ Özgür Yıldırım (nascut el 12 de juliol de 2002) és un futbolista professional turc que juga com a davanter al Rennes de la Ligue 1 francesa i la selecció de Turquia.

## Carrera de club

### Sarıyer
Yıldırım és un producte juvenil de Sarıyer, i va començar la seva carrera sènior amb ells a la Segona Lliga TFF el 2018.

### Hatayspor
Yıldırım es va transferir al Hatayspor el 3 de juny de 2021. Va fer el seu debut com a professional amb l'Hatayspor en un empat 1–1 de la Süper Lig contra el Kasımpaşa el 14 d'agost de 2021.

#### Cessió a l'Antalyaspor
Després dels terratrèmols de Kahramanmaraş del 6 al 7 de febrer de 2023, la Süper Lig va ser suspesa durant més d'una setmana per plorar les víctimes. Clubs de les regions afectades: els clubs de la Süper Lig Hatayspor, i Gaziantep FK es van retirar de la competició. El 16 de febrer de 2023, Bertuğ va ser cedit a l'Antalyaspor.

### Rennes
El 29 d'agost de 2023, Yıldırım va signar un contracte de cinc anys amb el Rennes de la Ligue 1.

#### Cessió al Getafe
El 23 d'agost de 2024, Yıldırım va fitxar pel club de la Lliga Getafe CF cedit durant tota la temporada amb opció de compra.

## Carrera internacional
Yıldırım és un internacional juvenil de Turquia, després d'haver jugat amb els sub-21 de Turquia, i després amb els sub-23 de Turquia als Jocs de Solidaritat Islàmica de 2021.
En el seu primer partit amb la selecció absoluta, va aconseguir l'empat en un empat 1-1 amb Armènia.
El 7 de juny de 2024, està a la llista definitiva de 26 jugadors seleccionats per Vincenzo Montella per competir a la UEFA Euro 2024.

## Palmarès
Turquia Sub-23
- Jocs de Solidaritat Islàmica: 2021